# Куасоло
Куасо̀ло (на италиански: Quassolo; на пиемонтски: Coasseul d'Ivrèja, Коасеул д'Иврея) е село и община в Метрополен град Торино, регион Пиемонт, Северна Италия. Разположено е на 275 m надморска височина. Към 1 януари 2020 г. населението на общината е 351 души, от които 13 са чужди граждани.